# Halle au blé du Mas-d'Agenais
Pour les articles homonymes, voir Halle au blé.
La halle au blé du Mas-d'Agenais est un édifice situé au cœur du bourg du Mas-d'Agenais, en France.

## Historique
La halle est bâtie sur un espace occupé par un marché dès le début du XVIe. La halle en elle-même a été construite durant le XVIIe siècle avec les poutres récupérées sur le château rasé en 1616. Les pieds de ses piliers auraient été empierrés en 1835. 
Le site est protégé par arrêté ministériel comme site inscrit le 12 février 1946. L'édifice est inscrit au titre des monuments historiques depuis le 6 avril 2022, mettant fin à la première protection au titre du code de l'environnement.

## Architecture
La halle est portée par une triple rangée de sept piliers de bois et est coiffée par une toiture en tuiles plates et canal surmontée par une girouette figurant un lion.